# Божидар Павићевић Зодијак
Божидар Павићевић Зодијак (Даниловград, 7. јануар 1948 — Даниловград, 18. март 2015) био је српски сликар, илустратор, графички дизајнер и сценограф.

## Биографија
Божидар Павићевић Зодијак је завршио Уметничку школу у Херцег Новом. Студирао је на Академији ликовних уметности у Београду, одсек сценографија, у класи професора Миљенка Шербана. Поред сликарства, бавио се илустрацијом, графичким дизајном и сценографијом. Као илустратор и карикатуриста сарађивао је са штампаним медијима: НИН, Јеж, Књижевна реч, Побједа. Био је стално запослен у НИП “Побједа” као технички уредник.

## Самосталне изложбе
- Београд (1967, 1968, 1974, 1979);
- Никшић (1972);
- Титоград (1973, 1981);
- Даниловград (1973, 1974, 1983, 2022);
- Загреб (1975);
- Котор (1978);
- Дизелдорф (1984);
- Будва (1985);
- Бар (2001).

## Награде
- Награде Културне заједнице, Нови Сад;
- Награда за постер, Хавана, Куба (1978);
- Плакете за плакате Светског фестивала младих;
- Награда града Даниловграда „9. децембар“;
- награде на изложби УЛУЦГ, Титоград;
- Награда „Атеље 212“, Београд;
- Награда Побједе.

## Уметничко дело
Формална и семантичка структура Павићевићевог ликовног израза заснована је на савршенству виртуозног цртача, интуитивном колористичком изразу, који диктира тренутно стање духа, надреално-фантазмагоричним и симболичким темама. Већину његових дела карактерише синергија надреалног и апстрактног, прожета снажним асоцијативно-апстрактне изразом. У зависности од подстицаја, наратив дела се мењао, прелазећи амплитудом од рационалног ка ирационалном и, обрнуто, од метафизичког и надреалног ка реалистичном, или је његово сликарство истовремено представљало све то заједно. Подсвесно, емоционално сликање монохроматског гама, бравурозни цртеж, прецизан извршни поступак, како у благо хладним, геометризованим композицијама, тако и у деловању подсвесних, експресионистичких визија у надреалистичким делима.